# Жубер, Лоран
Лоран Жубер (фр. Laurent Joubert; 16 декабря 1529, Валанс — 21 октября 1582, Ломбе, департамент Тарн) — французский медик, врач-хирург, педагог.

## Биография

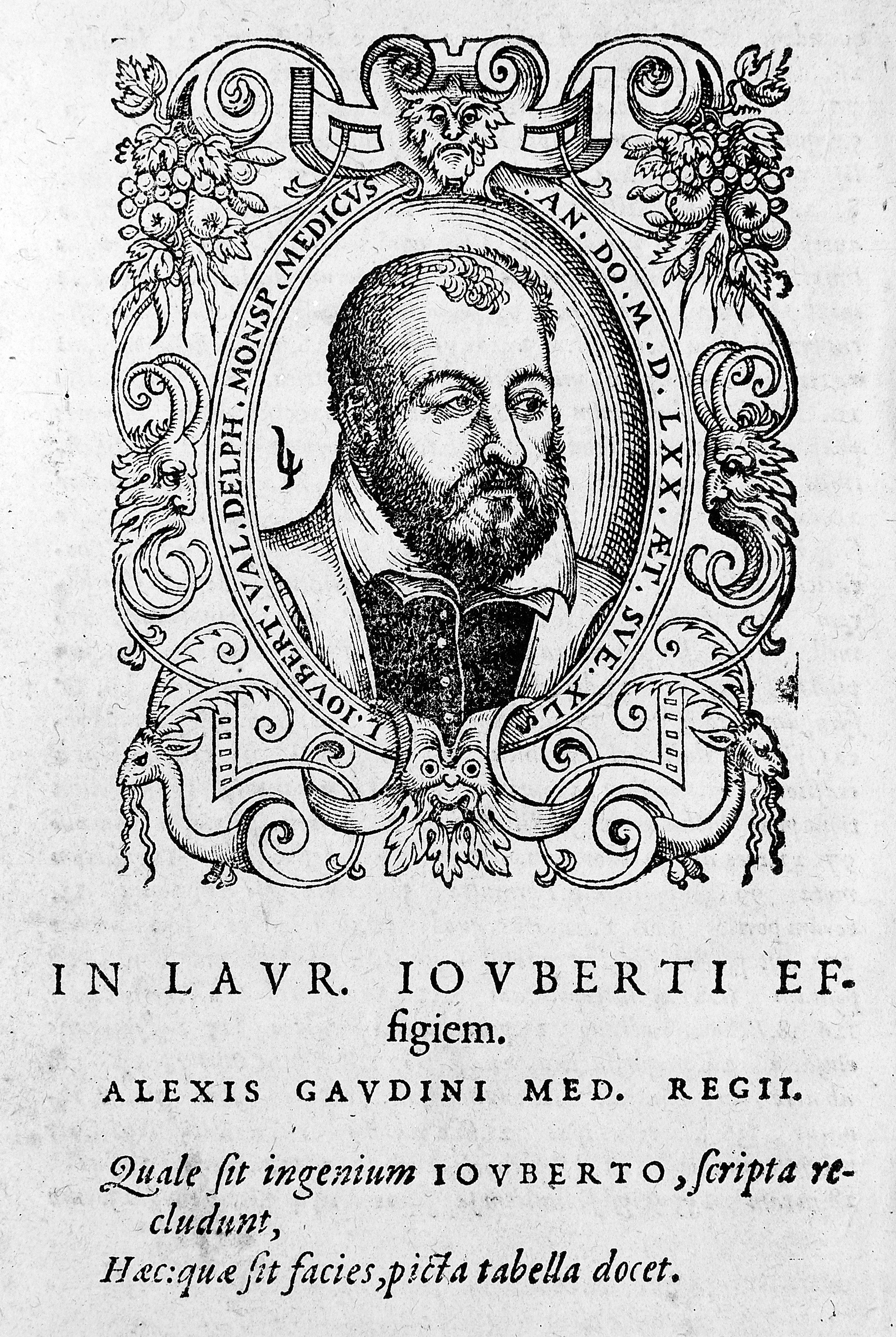
Портрет Лорана Жубера, известного преподавателя медицины Университета Монпелье

Изучал медицину в университетах Монпелье, Парижа, Турина, Падуи и Феррары.
Практиковал в Обене и Монбризоне. После смерти Гийома Ронделе в 1566 году сменил его на посту профессора университета Монпелье.
Был одним из королевских врачей.
С 1579 года служил личным врачом короля Генриха III Наваррского.
Автор трактата о смехе (Traité du ris , 1579), труда о популярных ошибках в медицине и здоровье (Erreurs populaires et propos vulgaires touchant la medecine et le mode de sante , 1578) и фармакопеи (La Pharmacopée, 1578, 1588), ряда медицинских текстов на латыни и французском языке. Некоторые из них были опубликованы всего за несколько лет до его смерти, другие продолжали публиковаться после его смерти, причём последняя работа была опубликована в 1603 году.
Его доработка «Великой хирургии» Ги де Шолиака была опубликована в Лионе в 1585 году.